# Thomas Becker (Bobfahrer)
Thomas Michael Becker (* 26. Oktober 1948 in Indianapolis, Indiana) ist ein ehemaliger US-amerikanischer Bobsportler.
Becker belegte 1971 sowohl bei den US-amerikanischen Meisterschaften als auch den Nordamerika-Meisterschaften im Viererbob den ersten Platz. Dies war gleichzeitig sein erfolgreichstes Jahr im Bobsport.
Bei den Olympischen Winterspielen 1972 in Sapporo erreichte er im Zweierbob den 19. Rang.
1973 saß Becker erneut in den Siegerbobs bei den US-amerikanischen- und Nordamerika-Meisterschaften. Ebenso konnte er bei den Weltmeisterschaften in Lake Placid mit seinem Viererbob den elften Platz erlangen. Zwei Jahre später belegte er in Cervinia den siebten Rang im Zweierbob. 1976 in Innsbruck erreichte er bei seinen zweiten Olympischen Winterspielen den 14. Platz im Zweierbob sowie den 15. im Vierer.
Nach Beendigung seiner Karriere studierte Becker an der Indiana University-Purdue University Indianapolis Physiotherapie und arbeitet anschließend als solcher in Indianapolis.